# Марково (Сямженский район)
Ма́рково — деревня в Сямженском районе Вологодской области.
Входит в состав Режского сельского поселения, с точки зрения административно-территориального деления — в Режский сельсовет.
Расстояние по автодороге до районного центра Сямжи — 45,2 км, до центра муниципального образования Копылова — 2,2 км. Ближайшие населённые пункты — Лукинская, Монастырская, Копылово.
По переписи 2002 года население — 11 человек.